# Chroniosuchidae
De Chroniosuchidae zijn een familie van uitgestorven semi-aquatische reptiliomorfe 'amfibieën' die worden aangetroffen in sedimenten uit het Laat-Perm en het Laat-Trias, de meeste in Rusland. Het waren over het algemeen vrij grote dieren, met lange kaken vergelijkbaar met die van moderne krokodillen, en leefden waarschijnlijk een vergelijkbare levensstijl als piscivoren langs de rivier en als roofdieren in hinderlagen. Zoals alle Chroniosuchia droegen ze uitgebreide osteoderme pantsers op hun rug, mogelijk als bescherming tegen landbewonende roofdieren zoals de therapsiden uit het Perm en de rauisuchiërs uit het Trias.

## Kenmerken
De meeste bekende vormen vertonen een gesegmenteerd pantser, bestaande uit een reeks breed gearticuleerde osteodermen. Chroniosuchiden anticiperen dus op de latere ontwikkeling van soortgelijke bepantsering bij amnioten zoals crocodylomorfen, aetosauriërs, ankylosauriërs en gordeldieren.
Uralerpeton en Suchonica vertonen daarentegen relatief smalle osteodermen, die echter vergelijkbaar zijn met de osteodermen van andere chroniosuchiden in de vorming van een paar naar achteren wijzende articulatieoppervlakken en een langwerpig pi-vormig ventraal uitsteeksel dat de verbinding vertegenwoordigt met de processus spinosus van de bijbehorende wervel (Golubev 1998-1999).
Net als bij andere landbewonende gewervelde dieren uit het Paleozoïcum, was de ventrale zijde van het lichaam bedekt met een systeem van gedeeltelijk verbeende spilschubben (Ivakhnenko & Tvedokhlebova 1980). In termen van hun wervelstructuur lijken chroniosuchiden op de zustergroep Bystrowianidae, de amnioten en enkele andere reptiliomorfen zoals de Diadectomorpha en Seymouriamorpha doordat de wervelboog is versmolten met het pleurocentrum (volgens Novikov et al. 2000).
Convergerend naar het antorbitale venster van de archosauriër, hebben chroniosuchiden een schedelopening tussen het oog en de neusopeningen. De contactvlakken van de betrokken schedelbotten laten zien dat de bovenkaak en wangen beweegbaar waren ten opzichte van het schedeldak - de schedel kon lateraal worden verbreed of vernauwd met deze vorm van craniale kinesis. Het voorste osteoderm van de dorsale plaatreeks paste tussen de tabulaire hoorns van de achterhoofdsknobbel (Ivakhnenko & Tverdokhlebova 1980, Golubev 2000).

## Systematiek
Sinds de herziening door Ivakhnenko & Tverdokhlebova (1980) zijn de chroniosuchids gecombineerd met de bystrowianiden in de Chroniosuchia-groep en worden ze beschouwd als verwanten van de Anthracosauria.
Volgens de nieuwe beschrijving van het Russische Chroniosuchid-materiaal door Golubev (1998-2000) en volgens een vondst uit de Madygen-formatie in het zuidwesten van Kirgizië, beschreven in 2010, zijn de volgende geslachten en soorten geldig:
- Chroniosuchus paradoxus Vyushkov, 1957
- Chroniosuchus licharevi Ryabinin, 1962
- Chroniosaurus dongusensis Tverdokhlebova, 1972
- Chroniosaurus levis Golubev, 1998
- Uralerpeton tverdokhlebovae Golubev, 1998
- Jarilinus mirabilis Golubev, 1998
- Suchonica vladmiri Golubev, 1999
- Madygenerpeton pustulatus Schoch, Voigt & Buchwitz, 2010

Aan de hand van een bovenkaak- en een onderkaakfragment uit het Boven-Perm van China werden elk een ander geslacht en een andere soort beschreven en toegevoegd aan de chroniosuchiden: Phreatochronis qilianensis en Ingentidens corridoricus (Li & Cheng 1999).